# Hurken

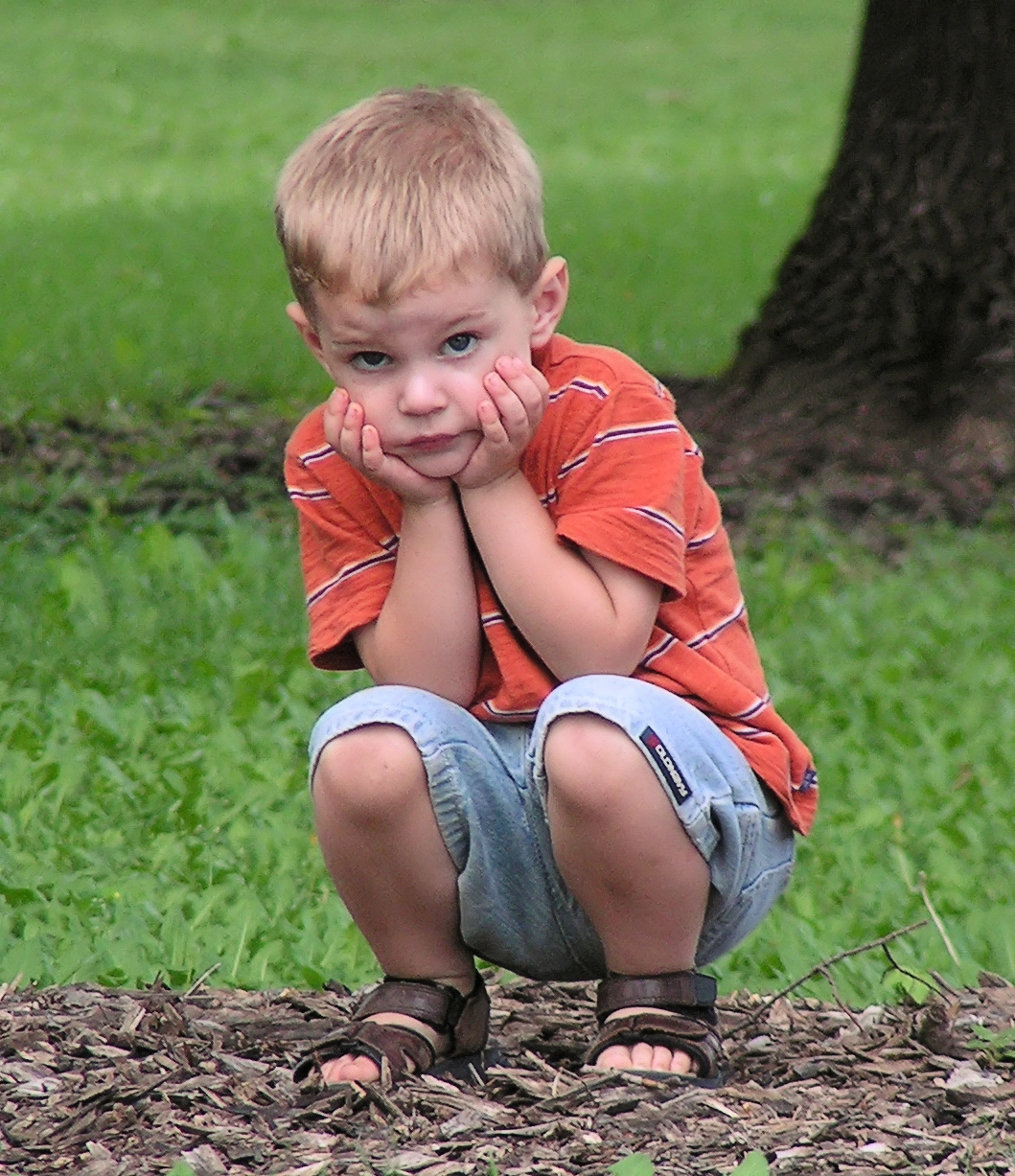
Een jongetje op zijn hurken

Op zijn hurken zitten is met gebogen knieën zo zitten, dat de billen op de hielen rusten zonder evenwel de grond te raken.

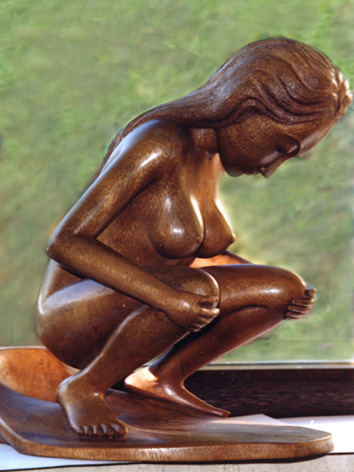
Een vrouw bevalt in gehurkte houding, beeld uit Bali

Wie het van jongs af gewend is, kan lange tijd gehurkt zitten. Voordeel hiervan is dat er geen verdere hulpmiddelen zoals een stoel nodig zijn en dat het lichaam (behalve de voeten) niet in aanraking komt met de - vaak vuile - bodem. 

## Cultuur
In Oosterse landen en in andere delen van de wereld is hurken een populaire zithouding.

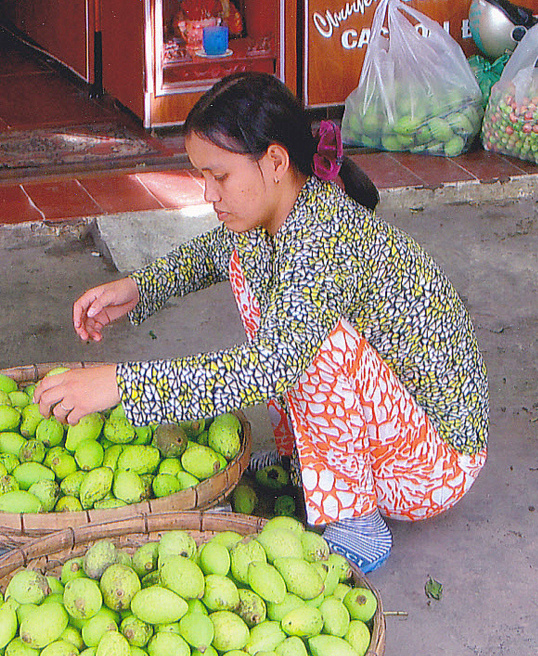
Marktkoopvrouw in Vietnam
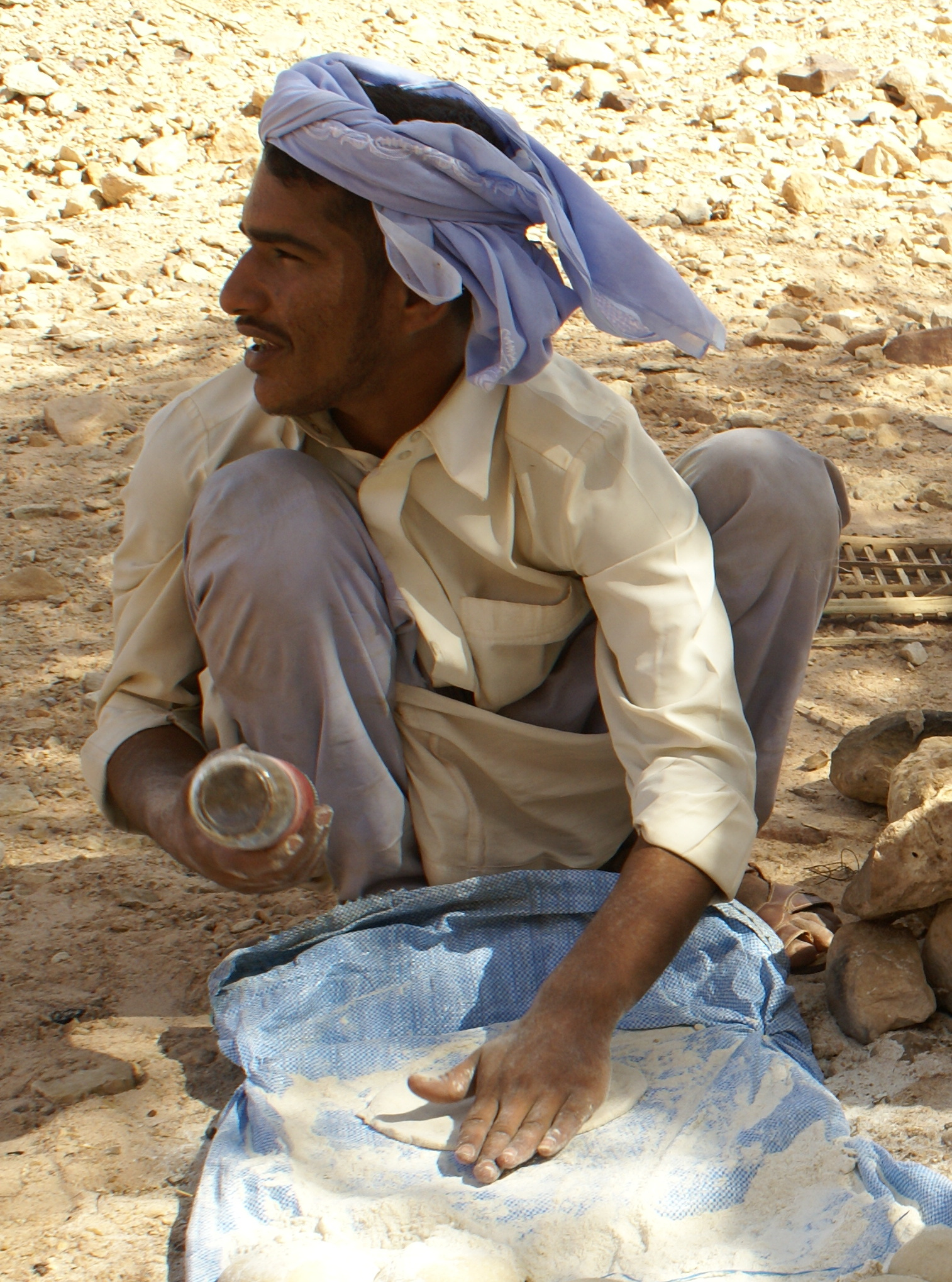
Broodbakkende Bedoeïne
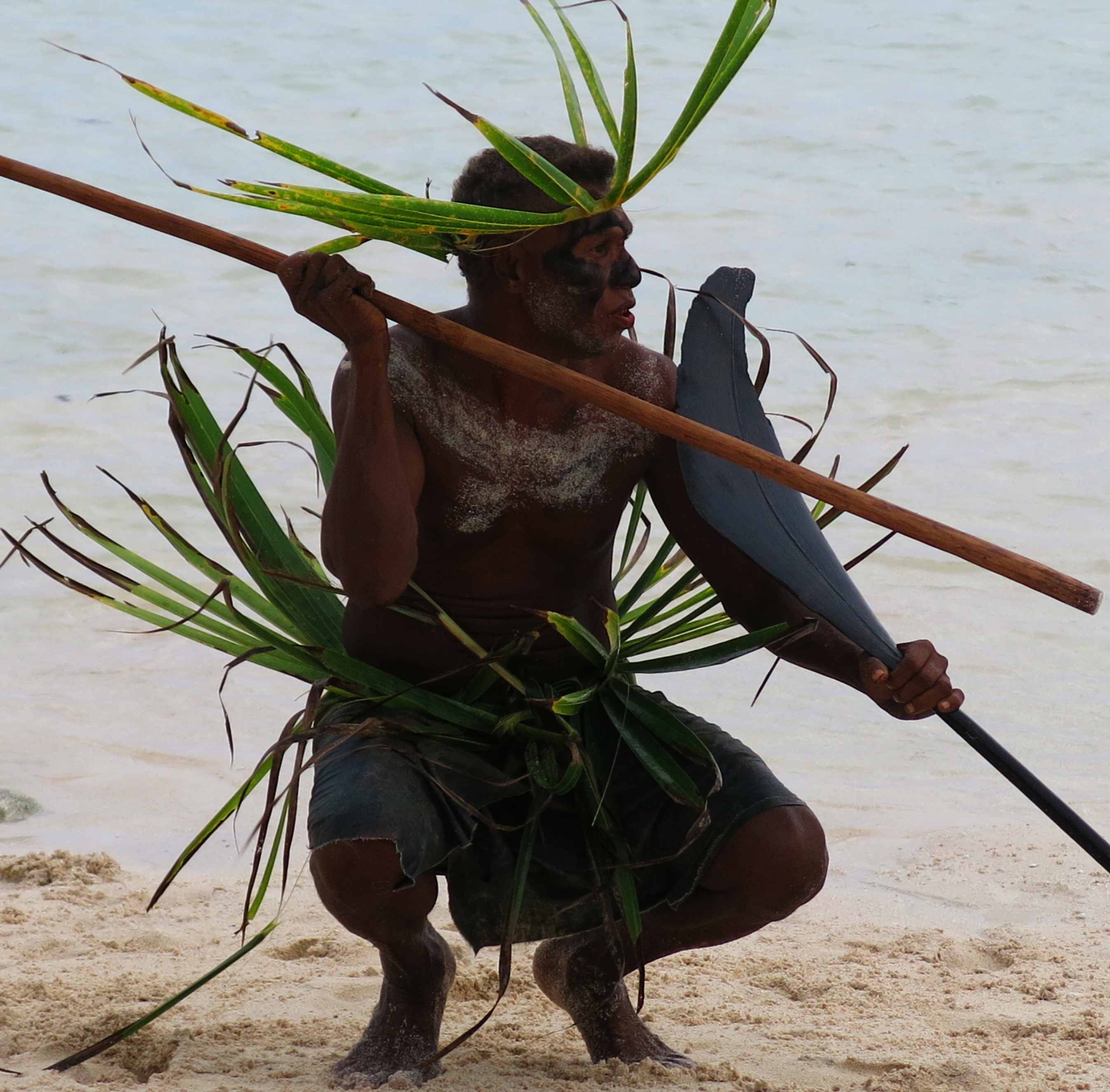
Krijger op de Salomonseilanden

## Toilet

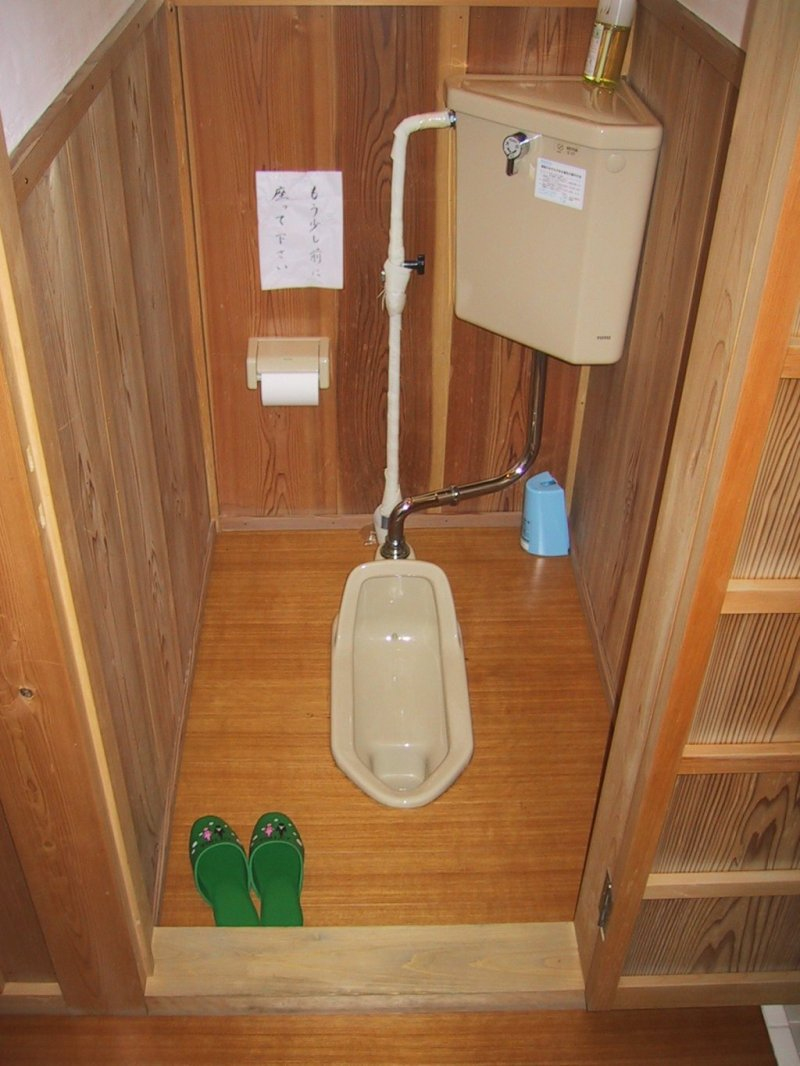
Toilet in Japan

In veel landen bestaan toiletten uit een gat in de bodem of is de toilet op bodemhoogte geplaatst. In West-Europa zijn nog veel Franse en Italiaanse openbare toiletten zo gebouwd. Hurken is hierbij de enige mogelijkheid. In gehurkte houding kan men ook wildpoepen en -plassen.

## Sportoefeningen
Hurkoefeningen ter versterking van de bovenbenen en billen worden squats genoemd. Vaak maakt men dan ook gebruik van gewichten.

## Spraakgebruik
Wie in overdrachtelijke zin "op zijn hurken" gaat zitten, stelt zijn taalgebruik af op kinderen of minder intelligente personen.